# Deborah Sundahl
Deborah Sundahl, appelée aussi Debi Sundahl, est une journaliste et réalisatrice américaine spécialisée dans la sexualité et la pornographie féminine.

## Biographie
Elle étudie le féminisme à l'université du Minnesota.
Militante lesbienne, elle fonde en 1984 avec Nan Kinney la revue On Our Backs, en réaction à la ligne anti-sexe de la revue féministe Off Our Backs.
En 1994, Nan Kinney et elle créent Fatale Media, une maison de production de films pornographiques lesbiens, réalisés par des femmes à destination d'un public exclusivement féminin.
Spécialiste du point G et de l'éjaculation féminine, elle anime des ateliers sur la sexualité féminine avec Shannon Bell.

## Filmographie
- How to Female Ejaculate: Find Your G-Spot, 1992.
- '"Le Point-G et l'Ejaculation Féminine", produit par Tabou Editions (France), 2007.

### Sous le nom de Debi Sundahl
- avec Nan Kinney, Hungry Hearts, vidéo, 1989.
- Suburban Dykes, vidéo, 1991.
- Safe is Desire, États-Unis, 1993.